# آرآراس جان بیسکو (۱۹۵۶)
آرآراس جان بیسکو (۱۹۵۶) (به انگلیسی: RRS John Biscoe (1956)) یک کشتی بود که طول آن ۲۲۰ فوت (۶۷ متر) بود. این کشتی  در سال ۱۹۵۶ ساخته شد.